# 伊莎貝拉·法雷利
伊莎貝拉·法雷利（義大利語：Isabella Ferrari；1964年3月31日—），是義大利女演員兼電視和喜劇演員，因曾參與演出2013年《絕美之城》飾演Orietta一角而聞名。

## 個人生活
法雷利有3個孩子，大女兒叫泰瑞莎，於1995年出生，在那之前她曾與Massimo Osti結婚過，這是她第一任丈夫；另外小女兒和兒子分別叫尼娜·德·瑪莉亞和喬瓦尼·德·瑪莉亞，是她與義大利導演雷納托·德·瑪莉亞的孩子，這是她第二任丈夫。

## 電影
- 2012年《愛上羅馬》To Rome with Love
- 2013年《絕美之城》The Great Beauty

## 外部連結
- 伊莎貝拉·法雷利在互联网电影资料库（IMDb）上的資料（英文）